# Eremoleon dunklei
Eremoleon dunklei is een insect uit de familie van de mierenleeuwen (Myrmeleontidae), die tot de orde netvleugeligen (Neuroptera) behoort. 
Eremoleon dunklei is voor het eerst wetenschappelijk beschreven door Stange in 1999.